# Луб

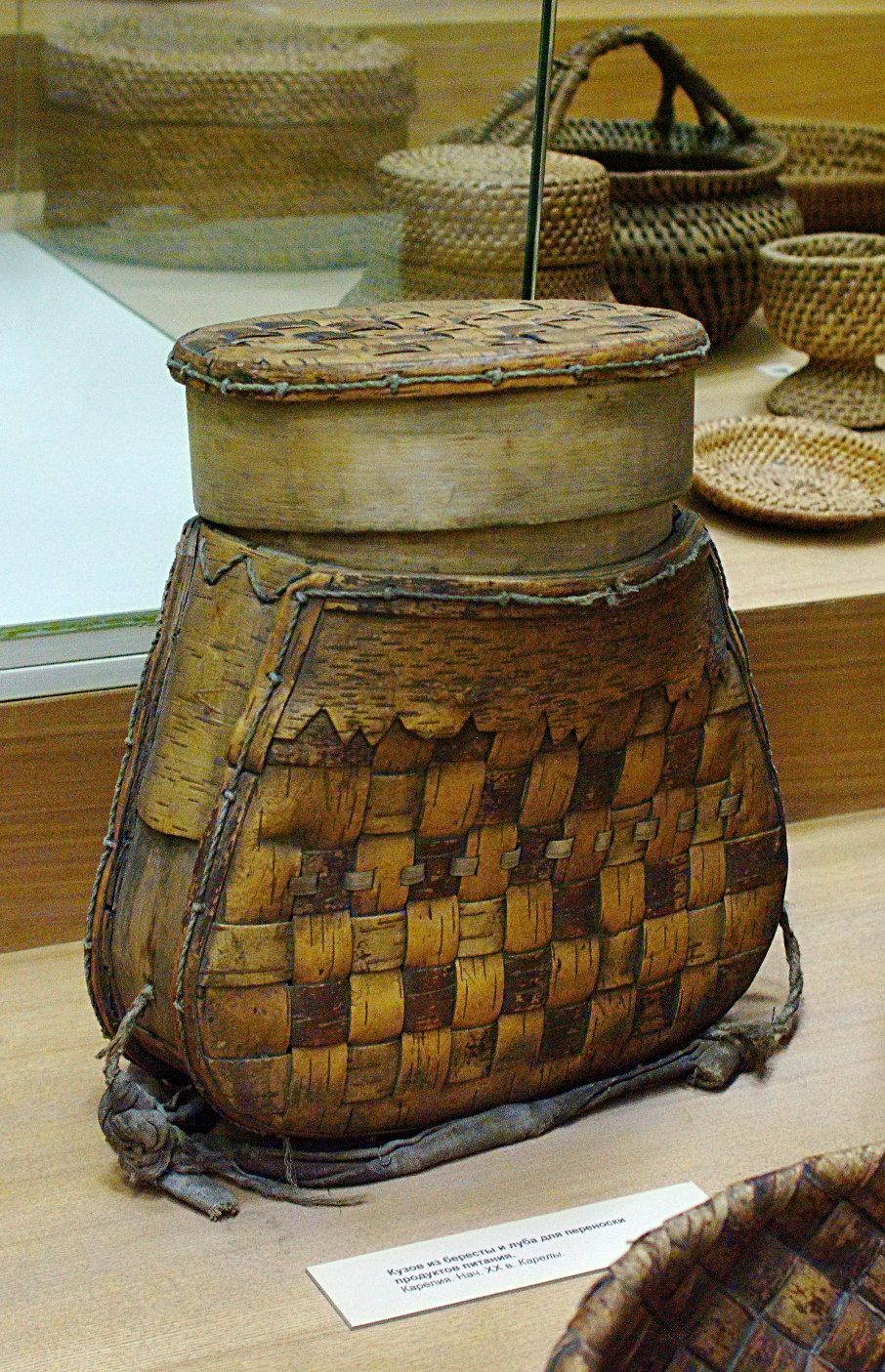
Карельський козуб з бересту і лубу.

Луб, лубо́к — внутрішня частина кори листяних дерев, флоема. Матеріал, що використовувався в давнину різними народами для покрівлі дахів (липовий луб), виготовлення предметів побуту (березовий, в'язовий та липовий луб), як то: мачули, лика, цебра.